# Омден
Омден (њем. Ohmden) општина је у њемачкој савезној држави Баден-Виртемберг. Једно је од 44 општинска средишта округа Еслинген. Према процјени из 2010. у општини је живјело 1.729 становника. Посједује регионалну шифру (AGS) 8116053.

## Географски и демографски подаци
Омден се налази у савезној држави Баден-Виртемберг у округу Еслинген. Општина се налази на надморској висини од 363 метра. Површина општине износи 5,6 km². У самом мјесту је, према процјени из 2010. године, живјело 1.729 становника. Просјечна густина становништва износи 312 становника/km².